# Мокрий Ізюмець
Мо́крий Ізю́мець (або Ізюмець) — річка в Україні, в межах Ізюмського району Харківської області. Ліва притока Сіверського Дінця (басейн Дону).

## Опис
Довжина 26 км, площа водозбірного басейну 446 км². Похил річки 1,3 м/км. Долина коритоподібна, завширшки 2 км, забглибшки до 50 м. Заплава двобічна, в середній течії місцями заболочена. Річище слабкозвивисте, пересічна ширина 5 м. Влітку на окремих ділянках дуже міліє. Стік річки частково зарегульований ставками. Використовується на сільськогосподарські потреби.

## Розташування
Бере початок біля села Бугаївки. Тече спершу на південний захід, далі — переважно на південь. Впадає до Сіверського Дінця в межах міста Ізюма.

## Притоки
Права: Куньє.
Ліва: Сухий Ізюмець.

## Населені пункти
Над річкою розташовані такі села, та місто (від витоків до гирла): Бугаївка, Боголюбівка, Чистоводівка, †Майське, Липчанівка, Федорівка, Крамарівка, Пимонівка, Ізюм.